# Abierto Mexicano Telcel 2014
Abierto Mexicano Telcel 2014 byl společný tenisový turnaj mužského okruhu ATP World Tour a ženského okruhu WTA Tour, hraný v areálu Fairmont Acapulco Princess. Na rozdíl od předchozích ročníků, kdy se hrálo na antuce, došlo k jejímu nahrazení za tvrdý povrch. Konal se mezi 24. únorem a 1. březnem 2014 v mexickém Acapulcu jako 21. ročník turnaje.
Mužská polovina se řadila do kategorie ATP World Tour 500 a její dotace činila 1 309 770 amerických dolarů. Ženská polovina hraná s rozpočtem 250 000 dolarů byla součástí kategorie WTA International Tournaments.

## Dvouhra mužů

### Nasazení
| Stát                   | Hráč            | ATP1) | Nasazení |
| ---------------------- | --------------- | ----- | -------- |
| Španělsko              | David Ferrer    | 4.    | 1.       |
| Spojené království     | Andy Murray     | 7.    | 2.       |
| Spojené státy americké | John Isner      | 13.   | 3.       |
| Bulharsko              | Grigor Dimitrov | 20.   | 4.       |
| Jižní Afrika           | Kevin Anderson  | 21.   | 5.       |
| Francie                | Gilles Simon    | 22.   | 6.       |
| Lotyšsko               | Ernests Gulbis  | 23.   | 7.       |
| Kanada                 | Vasek Pospisil  | 26.   | 8.       |

- 1) Žebříček ATP k 17. únoru 2014.

### Jiné formy účasti
Následující hráčí obdrželi divokou kartu do hlavní soutěže:
- Marcos Baghdatis
- Tigre Hank
- Miguel Ángel Reyes-Varela

Následující hráči postoupili z kvalifikace:
- Alejandro Falla
- David Goffin
- Stéphane Robert
- Tim Smyczek
  -  Donald Young – jako šťastný poražený

### Odhlášení
- Fabio Fognini
- Jürgen Melzer
- Kei Nišikori
- Benoît Paire
- Janko Tipsarević

### Skrečování
- David Ferrer

## Mužská čtyřhra

### Nasazení
| Stát                   | Hráč              | Stát               | Hráč             | ATP1 | Nasazení |
| ---------------------- | ----------------- | ------------------ | ---------------- | ---- | -------- |
| Polsko                 | Łukasz Kubot      | Švédsko            | Robert Lindstedt | 25.  | 1.       |
| Nizozemsko             | Jean-Julien Rojer | Rumunsko           | Horia Tecău      | 42.  | 2.       |
| Filipíny               | Treat Conrad Huey | Spojené království | Dominic Inglot   | 53.  | 3.       |
| Spojené státy americké | Eric Butorac      | Jižní Afrika       | Raven Klaasen    | 61.  | 4.       |

- 1 Žebříček ATP k 17. únoru 2014; číslo je součtem žebříčkového postavení obou členů páru.

### Jiné formy účasti
Následující páry obdržely divokou kartu do hlavní soutěže:
- Alejandro Falla /  Daniel Garza
- César Ramírez /  Miguel Ángel Reyes-Varela

Následující pár postoupil z kvalifikace:
- Adrian Mannarino /  Stéphane Robert

### Odhlášení
před zahájením turnaje
- Jérémy Chardy
- Jürgen Melzer

## Ženská dvouhra

### Nasazení
| Stát      | Hráčka               | WTA1) | Nasazení |
| --------- | -------------------- | ----- | -------- |
| Slovensko | Dominika Cibulková   | 13.   | 1.       |
| Kanada    | Eugenie Bouchardová  | 19.   | 2.       |
| Estonsko  | Kaia Kanepiová       | 25.   | 3.       |
| Slovensko | Magdaléna Rybáriková | 32.   | 4.       |
| Rakousko  | Yvonne Meusburgerová | 39.   | 5.       |
| Srbsko    | Bojana Jovanovská    | 42.   | 6.       |
| Švýcarsko | Stefanie Vögeleová   | 45.   | 7.       |
| Čína      | Čang Šuaj            | 49.   | 8.       |

- 1) Žebříček WTA k 17. únoru 2014.

### Jiné formy účasti
Následující hráčky obdržely divokou kartu do hlavní soutěže:
- Tornado Alicia Blacková
- Iveta Melzerová
- Ana Sofía Sánchezová

Následující hráčky se probojavaly do hlavní soutěže přes kvalifikaci:
- Ashleigh Bartyová
- Victoria Duvalová
- Sharon Fichmanová
- Madison Keysová
  -  Lara Arruabarrenová – jako šťastná poražená
  -  Lesja Curenková – jako šťastná poražená

### Odhlášení
před zahájením turnaje
- Daniela Hantuchová
- Kurumi Naraová
- Romina Oprandiová
- Laura Robsonová

### Skrečování
- Čang Šuaj

## Ženská čtyřhra

### Nasazení
| Stát      | Hráčka                 | Stát       | Hráčka                 | WTA1 | Nasazení |
| --------- | ---------------------- | ---------- | ---------------------- | ---- | -------- |
| Německo   | Julia Görgesová        | Německo    | Anna-Lena Grönefeldová | 43.  | 1.       |
| Francie   | Kristina Mladenovicová | Kazachstán | Galina Voskobojevová   | 47.  | 2.       |
| Austrálie | Ashleigh Bartyová      | Německo    | Marina Erakovicová     | 51.  | 3.       |
| Francie   | Caroline Garciaová     | Gruzie     | Oxana Kalašnikovová    | 127. | 4.       |

- 1 Žebříček WTA k 17. únoru 2014; číslo je součtem žebříčkového postavení obou členek páru.

### Jiné formy účasti
Následující páry obdržely divokou kartu do hlavní soutěže:
- Ximena Hermosová /  Ana Sofía Sánchezová
- Victoria Rodríguezová /  Marcela Zacaríasová

Následující pár nastoupil do soutěže z pozice náhradníka:
- Lara Arruabarrenová /  Jana Čepelová

### Odhlášení
před zahájením turnaje
- Ashleigh Bartyová

## Přehled finále

### Mužská dvouhra
- Grigor Dimitrov vs.  Kevin Anderson 7-6(7-1), 3-6, 7-6(7-5)

### Ženská dvouhra
- Dominika Cibulková vs.  Christina McHaleová, 7–6(7–3), 4–6, 6–4

### Mužská čtyřhra
- Kevin Anderson /  Matthew Ebden vs.  Feliciano López /  Max Mirnyj, 6-3, 6-3

### Ženská čtyřhra
- Kristina Mladenovicová /  Galina Voskobojevová vs.  Petra Cetkovská /  Iveta Melzerová, 6–3, 2–6, [10–5]